# Reddito di base

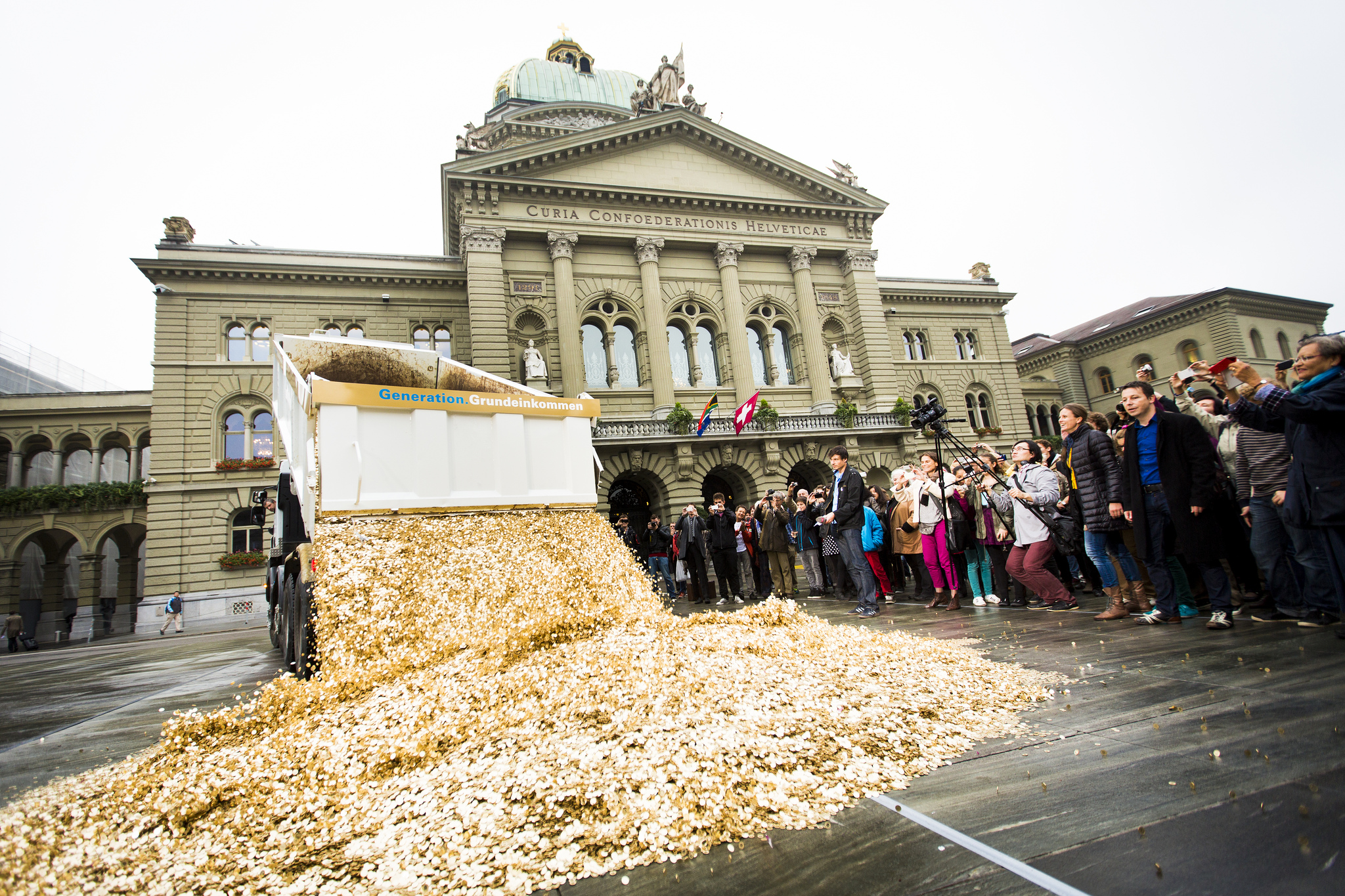
Il 4 ottobre 2013 gli attivisti svizzeri di Generation Grundeinkommen scaricarono 8 milioni di monete da 5 centesimi di franco svizzero nella piazza federale di Berna per festeggiare l'esito della raccolta di oltre 125.000 firme che costrinsero il governo a indire un referendum per decidere sull'inserimento del concetto di reddito di base nella costituzione federale

Il reddito di base o reddito di cittadinanza o reddito di cittadinanza universale o reddito minimo universale è un'erogazione monetaria, a intervallo di tempo regolare, distribuita a tutte le persone dotate di cittadinanza e di residenza, cumulabile con altri redditi (da lavoro, da impresa, da rendita), indipendentemente dall'attività lavorativa effettuata o non effettuata (dunque viene erogata sia ai lavoratori sia ai disoccupati), dal sesso, dal credo religioso e dalla posizione sociale, ed erogato durante tutta la vita del soggetto.

## Storia

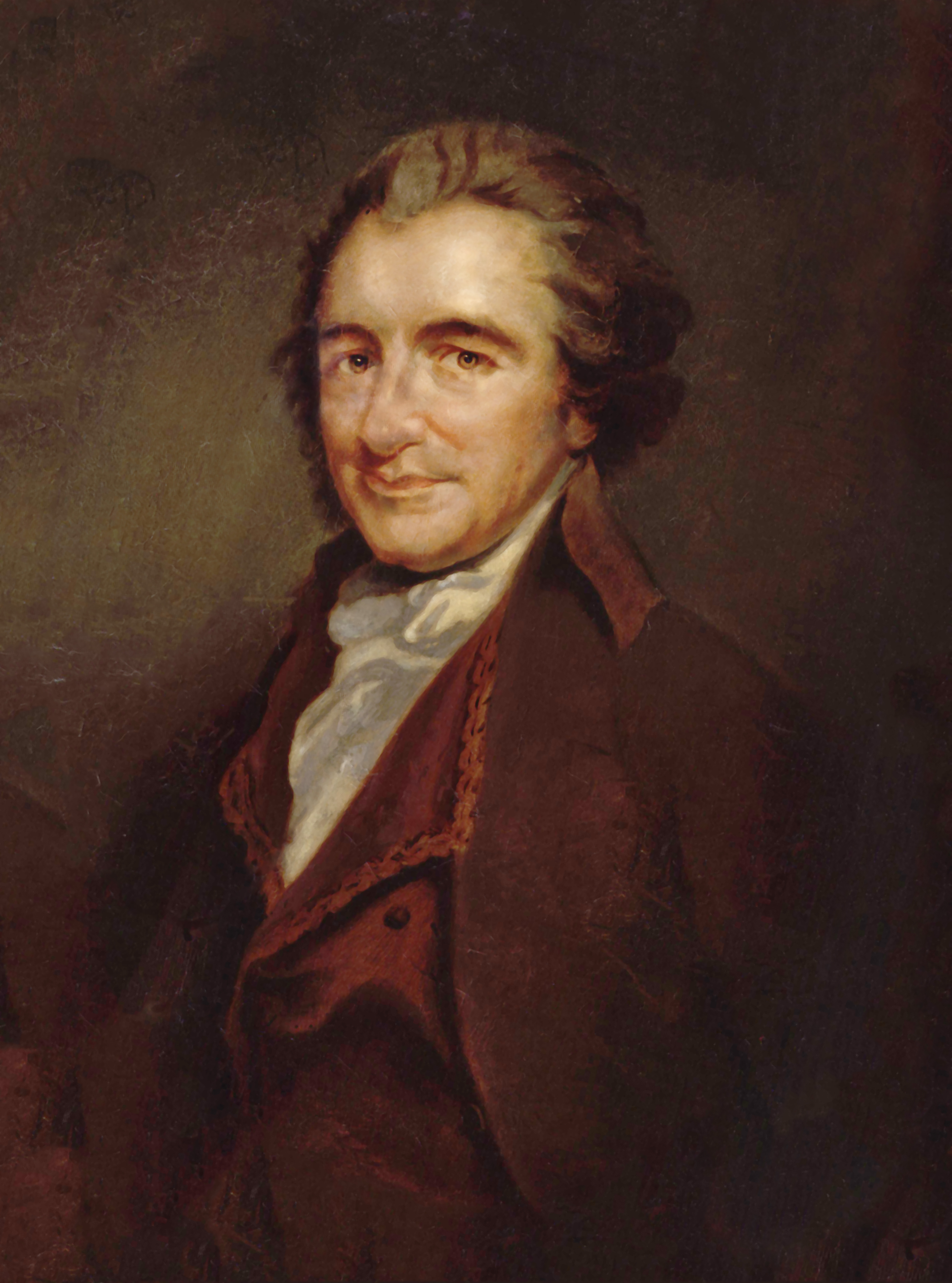
Thomas Paine

La prima proposta di una politica monetaria universale e incondizionata molto simile a quella del reddito di base da alcune fonti viene indicata nel libello del 1795 La giustizia agraria di Thomas Paine. In esso l'autore proponeva al fine di risolvere il problema della povertà dilagante in Francia la creazione di una tassa di accesso alla proprietà fondiaria con la quale costituire un fondo poi equamente ripartito tra tutti i cittadini nel seguente modo: una somma abbastanza consistente al compimento della maggiore età seguita da un pagamento annuo dai 50 anni in su. L'autore sostenne la causa contro l'ingiusto equilibrio tra cittadini e proprietari terrieri dell'epoca, pensando che il governo dovesse creare un reddito di base.
Joseph Charlier propose, partendo da posizioni foureriane, un sistema di protezione sociale del tutto simile alla proposta contemporanea di Basic Income.
La Convenzione internazionale sui diritti economici, sociali e culturali, trattato dell'ONU del 1966 ad oggi vigente e ratificato da quasi tutti i Paesi del mondo, stabilisce, nell'art. 11, il diritto alla «libertà dalla fame» e a un tenore di vita per sé e la propria famiglia «che includa una alimentazione, alloggio e vestiario adeguati». Similmente, la Carta dei diritti fondamentali dell'Unione europea (diritto alla vita, alla dignità, all'integrità):
Articolo 34-Sicurezza sociale e assistenza sociale
1. L'Unione riconosce e rispetta il diritto di accesso alle prestazioni di sicurezza sociale e ai servizi sociali che assicurano protezione in casi quali la maternità, la malattia, gli infortuni sul lavoro, la dipendenza o la vecchiaia, oltre che in caso di perdita del posto di lavoro, secondo le modalità stabilite dal diritto comunitario e le legislazioni e prassi nazionali.
2. Ogni individuo che risieda o si sposti legalmente all'interno dell'Unione ha diritto alle prestazioni di sicurezza sociale e ai benefici sociali conformemente al diritto comunitario e alle legislazioni e prassi nazionali.
3. Al fine di lottare contro l'esclusione sociale e la povertà, l'Unione riconosce e rispetta il diritto all'assistenza sociale e all'assistenza abitativa volte a garantire un'esistenza dignitosa a tutti coloro che non dispongano di risorse sufficienti, secondo le modalità stabilite dal diritto comunitario e le legislazioni e prassi nazionali.

Anche nel mondo liberale e libertariano ci sono state proposte di reddito di base, in quanto rientra in uno stato minimo la tutela dell'ordine sociale, che verrebbe messo in crisi dalla presenza di ampie fasce di popolazione al di sotto della soglia di sussistenza. Tale è la posizione di Friedrich von Hayek. Questo è il medesimo motivo per cui il marxismo ed il sindacalismo laburista deprecano le forme di reddito incondizionato, definendolo una sorta di "strumento di salvataggio del capitalismo".
Successivamente a Paine e Charlier, dal punto di vista filosofico e morale hanno trattato di retribuzioni di base incondizionate molti altri filosofi del '700 e '800. Dal punto di vista scientifico-matematico fu l'ingegnere britannico Clifford Hugh Douglas nel 1920 a stabilirne i fondamenti, avendo egli individuato nella discrepanza tra valore nominale distribuito e valore complessivo delle merci prodotte la causa delle crisi economiche e proponendo come soluzione la retribuzione collettiva universale del relativo valore nominale mancante, stabilito sulla base di un algoritmo da lui elaborato ("teorema A+B"), tramite creazione apposita della relativa massa monetaria, dando nome alla sua teoria del "credito sociale" (da cui i partiti "del credito sociale" esistenti nel mondo anglosassone).
Più recentemente Milton Friedman e Juliet Rhys-Williams hanno proposto un sistema basato su un'imposta negativa. In un tale sistema viene definito un livello minimo di reddito a cui tutti hanno diritto; mentre la tassazione positiva (cioè quella tradizionale) avrebbe insistito solo sui redditi superiori a questa soglia, quanti si trovavano al di sotto avrebbero beneficiato di una tassazione negativa, avrebbero cioè ricevuto dallo Stato un beneficio pari alla quota necessaria al raggiungimento della soglia stabilita; essendo fondata sul reddito dichiarato, è comunque un sussidio.
Una seconda proposta avanzata da James Meade è il dividendo sociale, il quale ipotizzò che, in una società dal lavoro sempre più scarso, parte dei proventi del reddito personale non avrebbero più potuto essere coperti dal reddito da lavoro, proponendo pertanto un nuovo modello socioeconomico che includeva tra i suoi istituti anche un dividendo sociale, e cioè un beneficio pubblico indipendente dal contributo lavorativo personale ed uguale per tutti i cittadini.
Nel 1985 La Revue Nouvelle pubblica un numero monografico sul tema del reddito di base che si apre con un saggio, firmato con lo pseudonimo Collectif Charles Fourier, dal titolo Une reflexion sur l'allocation universelle. Con quel saggio il Collectif, composto da una decina di persone tra economisti, sociologi e filosofi belgi, proponeva l'alleggerimento della legislazione sul lavoro, l'eliminazione del limite di età pensionabile e la sostituzione di ogni altra forma di welfare con un sostanzioso reddito di base, un reddito che fosse da solo sufficiente a coprire tutte le esigenze ordinarie di una persona single. La pubblicazione produsse un dibattito che superò i confini del Belgio e portò, sul finire degli anni ottanta, all'organizzazione di due convegni internazionali, uno presso l'Università Cattolica di Lovanio e l'altro a Firenze. Da questi due primi incontri nacque una rete di coordinamento che prese il nome BIEN e che da allora realizza un convegno internazionale sul tema ogni due anni. Con iniziativa indipendente dal BIEN, dal 2006 viene pubblicata Basic Income Studies (BIS), rivista scientifica internazionale peer reviewed in inglese integralmente dedicata all'idea, al dibattito e ai modelli applicativi del reddito di base.
Nei primi mesi del 2018 la Finlandia, che per prima in Europa l'anno precedente aveva introdotto il reddito di cittadinanza come progetto pilota su un campione di duemila cittadini tra i 25 ed i 58 anni, estratti a caso tra i disoccupati, ha reso noto che l'esperimento - una volta giunto al suo naturale termine a fine 2018 - verrà riproposto o esteso solo a seguito delle valutazioni finali, senza escludere l'attivazione (alternativa o parallela) di altri tipi di sperimentazione nell'innovazione del già avanzato benessere e stato sociale finlandese; l'esperimento ha dato la possibilità di guadagnare un reddito indipendente mensile. Questo esperimento è stato lanciato dal governo finlandese per comprendere come un reddito di base potrebbe influenzare l'occupazione delle persone disoccupate; e soprattutto per ridurre i costi di sicurezza sociale e disoccupazione del paese scandinavo. Le analisi dell'esperimento del (parziale) reddito di cittadinanza in corso, verranno quindi normalmente elaborate e divulgate nel corso del 2019, come da programma.

## Reddito di base e nuovo mercato del lavoro
Secondo alcuni sostenitori, il reddito di base, nel futuro prossimo, potrebbe imporsi come misura quasi necessaria, a causa del rapido cambiamento del mondo del lavoro. Potrebbe essere una risposta innovativa alle sfide economiche contemporanee, in particolare alla crescente automazione del lavoro e all’espansione della gig economy, fenomeni che hanno reso l’occupazione sempre più precaria. Inoltre, con l’avanzare dell’automazione e dell’intelligenza artificiale, il lavoro umano diventerà meno essenziale in molti settori, richiedendo un ripensamento del concetto stesso di produttività.
Dati dell'OCSE, riportati nel rapporto OECD Employment Outlook 2024, indicano come il 14% dei posti di lavoro nei paesi industrializzati sia ad alto rischio di automazione, mentre un ulteriore 32% potrebbe subire cambiamenti significativi a causa dell'automazione. In questo contesto di trasformazione del mercato del lavoro, il reddito universale di base è proposto come strumento di stabilizzazione economica.
Elon Musk ha dichiarato che l'intelligenza artificiale potrebbe eliminare molti lavori tradizionali, rendendo il reddito universale di base una misura essenziale per garantire la sicurezza economica della popolazione. Secondo un articolo di “Agenda Digitale”, l'UBI potrebbe servire come un efficace ammortizzatore durante periodi di sconvolgimento tecnologico, aiutando a compensare la mancanza di domanda aggregata in economie sempre più digitalizzate.
L'UBI potrebbe quindi facilitare l'adattamento dei lavoratori alle nuove esigenze del mercato, offrendo un sostegno finanziario durante la transizione verso nuove competenze richieste dall'automazione.

## Definizione

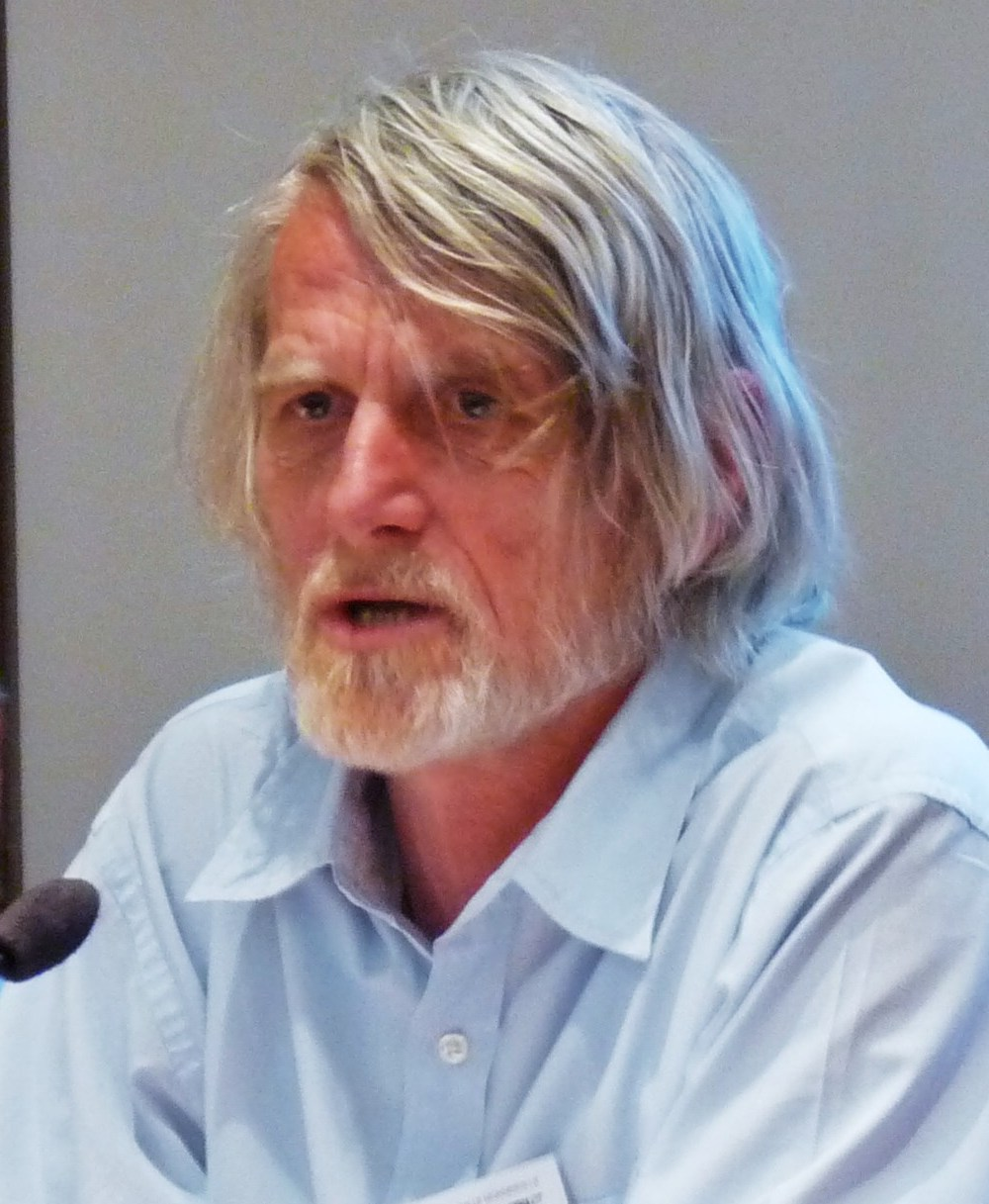
Philippe Van Parijs, principale sostenitore della proposta di introduzione di un reddito di base

Una definizione di reddito di base è data da Philippe Van Parijs e Yannick Vanderborght, per i quali il reddito di base è:
I sei punti della definizione richiamata aiutano a chiarire gli elementi essenziali del concetto che essa sottende:
1. Si tratta di un'erogazione in denaro versata a intervalli regolari. Dunque non è una somma versata una tantum.
2. Esso è erogato da una comunità politica, che lo finanzia attraverso la tassazione generale.
3. Unico requisito richiesto per essere titolati a ricevere un reddito di base è l'appartenenza politica: nell'ipotesi minima, la cittadinanza, oppure, in alcune proposte, l'intera platea di individui stabilmente residenti da un periodo di tempo medio-lungo. Dunque, il reddito di base non è un contributo per specifici servizi.

Ancora, le diverse proposte distinguono tra un reddito versato a partire dalla maggiore età da uno a cui si è titolati dalla nascita. Quando proposto come sostituto delle pensioni di anzianità, è inoltre generalmente previsto un assegno più sostanzioso in corrispondenza con il raggiungimento dell'età pensionistica. 
1. A differenza di molte delle politiche sociali attuali, determinate dal nucleo familiare, il reddito di base è un intervento di tipo individuale, che non subisce variazioni in riferimento al proprio status familiare.
2. Il reddito di base è versato a tutti i destinatari (cioè i soggetti individuati nel punto 3) indipendentemente dalla propria condizione economica. Si tratta dunque di una misura che è esente dall'onere di prova sui propri mezzi di sostentamento (means-test free). Questa caratteristica renderebbe minimi, se non inesistenti, i costi di gestione. Versato a tutti, esso sarebbe anche l'unico reddito a non essere tassabile, mentre ogni altra risorsa economica verrebbe tassata, rendendo così possibile il recupero dello stesso reddito dai soggetti più agiati che l'hanno ricevuto.
3. Essendo il requisito della cittadinanza (oppure della residenza da un certo periodo) l'unica condizione personale richiesta per essere titolati a ricevere il reddito di base, la mancata accettazione di una proposta di lavoro, quando offerta, non è da considerarsi ragione sufficiente per decadere dal beneficio. Inoltre, trattandosi di un intervento monetario incondizionato, non esistono, in capo ai riceventi, vincoli nell'utilizzo delle risorse economiche concesse.

### Caratteristiche e obiettivi
Il reddito di base è stato proposto da soggetti con prospettive teoriche diverse, alle quali spesso corrispondono obiettivi diversi. Tra gli obiettivi più comuni ci sono senz'altro:
- affrontare le situazioni di povertà garantendo un livello di reddito minimo;
- non minare gli incentivi al lavoro (come potrebbe invece fare un reddito minimo garantito se erogato in modo non scalare), per il fatto di essere cumulabile ad altri redditi, non detraibile e non tassabile;
- fornire un'integrazione universale ai guadagni; e
- valorizzare lo status di cittadinanza ad o residenza in una comunità.

Le motivazioni generalmente addotte in favore del reddito di base sono raggruppabili in tre grandi famiglie, quella delle ragioni normative e quella delle ragioni consequenzialiste:
- le prime sottolineano come il reddito di base sia parte delle riforme socio-economiche necessarie alla realizzazione di una società che distribuisca in modo giusto le risorse economiche;[27] e
- con le seconde si intendono le ragioni avanzate con riferimento alla supposta maggiore efficienza ed efficacia di questa policy rispetto ai sistemi di welfare condizionato oggi esistenti.[28]
- quelli che ritengono il reddito universale di base senza condizioni un diritto umano.[29]

Su entrambi i fronti, quello dell'efficienza e della giustizia, il reddito di base ha ricevuto critiche riguardo alla sua adeguatezza a raggiungere gli obiettivi prefissati.
I sostenitori del reddito di base non lo propongono necessariamente come alternativa alle altre forme di welfare oggi esistenti. In altre parole, il reddito di base potrebbe essere una misura aggiuntiva, e non sostitutiva, alle forme di assistenza sociale attualmente in vigore.

### Differenze con il reddito minimo garantito
Le fonti distinguono il reddito di base dal reddito minimo garantito: tale reddito minimo verrebbe devoluto solo a chi è in età lavorativa e con un ammontare che varia in funzione dell'età stessa, con la clausola che il reddito di cui si disponga sia inferiore ad una determinata soglia ritenuta di povertà. La differenza quindi tra reddito minimo garantito e il reddito di base è data dal fatto che quest'ultimo s'intende come universale e illimitato nel tempo. Inoltre il reddito minimo garantito non è necessariamente offerto su base individuale, ma spesso nell'individuazione dei beneficiari tiene conto dei redditi dell'intero nucleo familiare. Inoltre, gli schemi di reddito minimo garantito diffusi attualmente in Europa richiedono l'accertamento della situazione economica e l'attiva ricerca di un lavoro da parte del beneficiario. Al contrario, è parte della definizione di reddito di base sia la mancanza di controllo delle risorse che di una qualunque richiesta di contropartita (è quindi escluso ad esempio l'obbligo di vagliare proposte di lavoro fornite da enti preposti, quanto ovviamente il doverle eventualmente accettare).

## Nel mondo

### India
In collaborazione con l'UNICEF e co-pilotato dal ricercatore britannico Guy Standing e dall'attivista indiana Renana Jhabvala, sono in corso progetti pilota sul reddito di base nei villaggi rurali di India da gennaio 2011 sulla base di 200 rupie al mese per adulto e 100 rupie per bambino.
Ha mostrato risultati positivi su nutrizione, salute, istruzione, infrastrutture e attività economica.

### Iran
L'Iran è il primo paese ad aver introdotto un reddito di base nazionale nell'autunno 2010. Viene pagato a tutti i cittadini e sostituisce i sussidi su benzina, elettricità e alcuni prodotti alimentari a cui il paese ha chiesto per anni ridurre le disuguaglianze e la povertà. La somma corrisponde nel 2012 a circa 40 di dollari per persona al mese, 480 di dollari all'anno per una singola persona e 2.300 di dollari per una famiglia di cinque persone.

### Israele
In Israele, nel 2018, è iniziata un'iniziativa senza scopo di lucro GoodDollar con l'obiettivo di creare un quadro economico globale per fornire un reddito di base universale, sostenibile e scalabile attraverso la nuova tecnologia di asset digitali blockchain. L'organizzazione non profit mira a lanciare una rete di trasferimento di denaro peer-to-peer in cui il denaro può essere distribuito a coloro che ne hanno più bisogno, indipendentemente dalla loro ubicazione, in base ai principi del reddito di base universale (UBI). Il progetto ha raccolto 1 milione di dollari da eToro.

### Kenya
La ONG GiveDirectly sta testando dal 2017 e da oltre 12 anni un reddito universale di 20 dollari in un villaggio svantaggiato del Kenya.

### Macao
Macao distribuisce un fondo a tutti i residenti, permanenti o meno, dal 2008, come parte del meccanismo di partecipazione alla ricchezza della regione. Nel 2014, il governo ha distribuito 9.000 Pataca (circa 1.127 di dollari) a ciascun residente permanente e 5.400 Pataca (676 di dollari) a non permanenti, ovvero più di 600.000 beneficiari.

### Stati Uniti
Nel 1976, l'Alaska ha istituito l'Alaska Permanent Fund, un fondo sovrano il cui capitale è basato sulle entrate minerarie e petrolifere dello stato e le cui entrate dal 1982 hanno alimentato un dividendo universale pagato il 30 giugno di ogni anno. Nel 1999 un referendum proibì allo Stato di utilizzare “parte” delle entrate del fondo (84% degli oppositori). L'importo massimo pagato era di 2.072 dollari nel 2015. Oggi, nel territorio Cherokee, parte del reddito generato dai casinò viene ridistribuito ai membri della tribù amerindia.

### Unione Europea

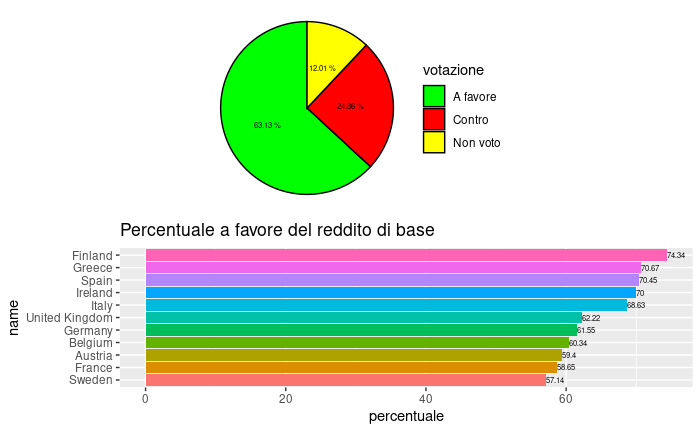
Percentuale di europei che voterebbero per il reddito di base su un campione di 9649 persone rappresentativo dell'Europa nel 2016

Nel maggio 2020, ad opera dell'associazione no-profit belga "Unconditional Basic Income Europe (UBIE)", collegata all'italiana "Basic Income Network Italia (BIN Italia)", viene presentata alla Commissione europea un'iniziativa di cittadini Europei (ECI) volta a istituire un reddito di base in tutti gli stati dell'Unione europea; l'inizio della raccolta di almeno 1 milione di firme di cittadini europei entro un anno - necessarie per ottenere l'esaminazione della proposta da parte della Commissione - viene fissata per novembre 2020.

#### Italia
In Italia viene impropriamente chiamato "reddito di cittadinanza" la forma di sussidio introdotta nel 2019 dal Governo Conte I (formato dal Movimento 5 Stelle e dalla Lega), in realizzazione di quanto da tempo nel programma del Movimento 5 Stelle; tale strumento non è un puro reddito, bensì un ammortizzatore sociale che prevedeva l'obbligo di essere assistiti da assistenti sociali, centri per l'impiego e, inizialmente, anche dai navigator. È in realtà una forma di reddito minimo garantito in quanto:
- non universale (viene versato solo a disoccupati, inoccupati o lavoratori che hanno una situazione economica ISEE inferiore a una certa soglia)
- non incondizionato (ci sono una serie di obblighi, quali iscriversi a un centro d'impiego, eventualmente svolgere senza "ulteriore" compenso lavori di pubblica utilità, eventualmente accettare proposte di lavoro ritenute "congrue" da terzi dopo un tot di rifiuti, ecc.)
- non di tipo individuale (subisce variazioni in riferimento al proprio status familiare, e non può essere richiesto/erogato a ogni singolo individuo facente parte di un nucleo familiare, ma solo a un individuo rappresentante ciascun nucleo familiare).
- non automatico (stante la presenza dei requisiti, viene erogato solo in presenza di idonea domanda, correlata inoltre da altri documenti/certificazioni altrimenti non obbligatori per il cittadino - esempio: ISEE)